# Overgave bij Világos

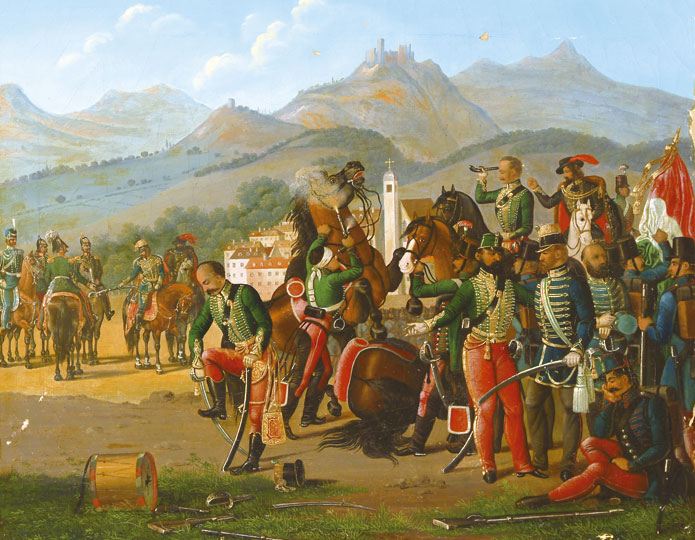
De overgave bij Világos

De overgave bij Világos was het formele einde van de Hongaarse Revolutie van 1848. De overgave door de opstandige Hongaren vond plaats op 13 augustus 1849 in Világos, het tegenwoordige Șiria in Roemenië. Hierna werd generaal Julius von Haynau aangesteld tot keizerlijk gevolmachtigde in Hongarije, dat hij op brutale wijze weer aan het Oostenrijkse gezag onderwierp.

## Geschiedenis
Nadat de Russische tsaar troepen had gestuurd om de Oostenrijkse keizer te helpen in het Hongaarse conflict, was het slechts een kwestie van tijd voordat de Hongaren werden verslagen. Dankzij de Russische hulp vormden de Oostenrijks-Russische troepen een veel grotere overmacht. Al op 21 juli 1849 maakten de Russen een voorstel tot capitulatie over aan de Hongaren, waarin volledige vrijheid werd beloofd aan de Hongaarse officiers en manschappen. De Hongaarse generaal Artúr Görgei eiste in zijn antwoord volledige vrijheid voor alle Hongaren, niet enkel zij die deelnamen aan het conflict en meldde dat hij het met genoegen zou accepteren mocht een Russische prins de Heilige Stefanskroon dragen.
Het uiteindelijke keerpunt kwam op de Slag van Temesvár (9 augustus 1849), die eindigde met een beslissende Oostenrijkse overwinning. De Hongaren konden nu slechts kiezen tussen overgave of totale vernietiging. Op 13 augustus gaven de Hongaren zich uiteindelijk over aan de Russische generaal Theodor von Rüdiger. Görgei trachtte door de verwoordingen van het capitulatieverdrag duidelijk te maken dat de Hongaren zich hadden overgegeven aan de Russen en niet aan de Oostenrijkers.
Na de overgave en ondanks het pleidooi van de Russische tsaar voor genade, begonnen de Oostenrijkers een harde repressie tegen Hongarije. Verschillende honderden burgers en soldaten werden tot de dood veroordeeld en nog veel meer werden gevangengenomen. Op 6 oktober executeerden de Oostenrijkers 12 Hongaarse generaals en een kolonel, de Dertien Martelaren van Arad. Diezelfde dag werd ook Lajos Batthyány, de eerste Hongaarse premier, vermoord door een vuurpeloton. 
Het volgende decennium ging de Hongaarse samenleving als reactie over tot passief verzet tegen de Oostenrijkers.

## Galerij

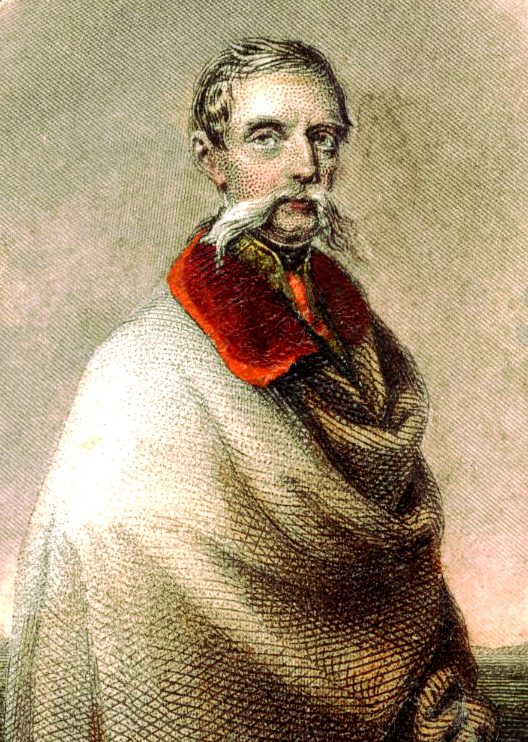
Oostenrijks generaal Julius Jacob von Haynau
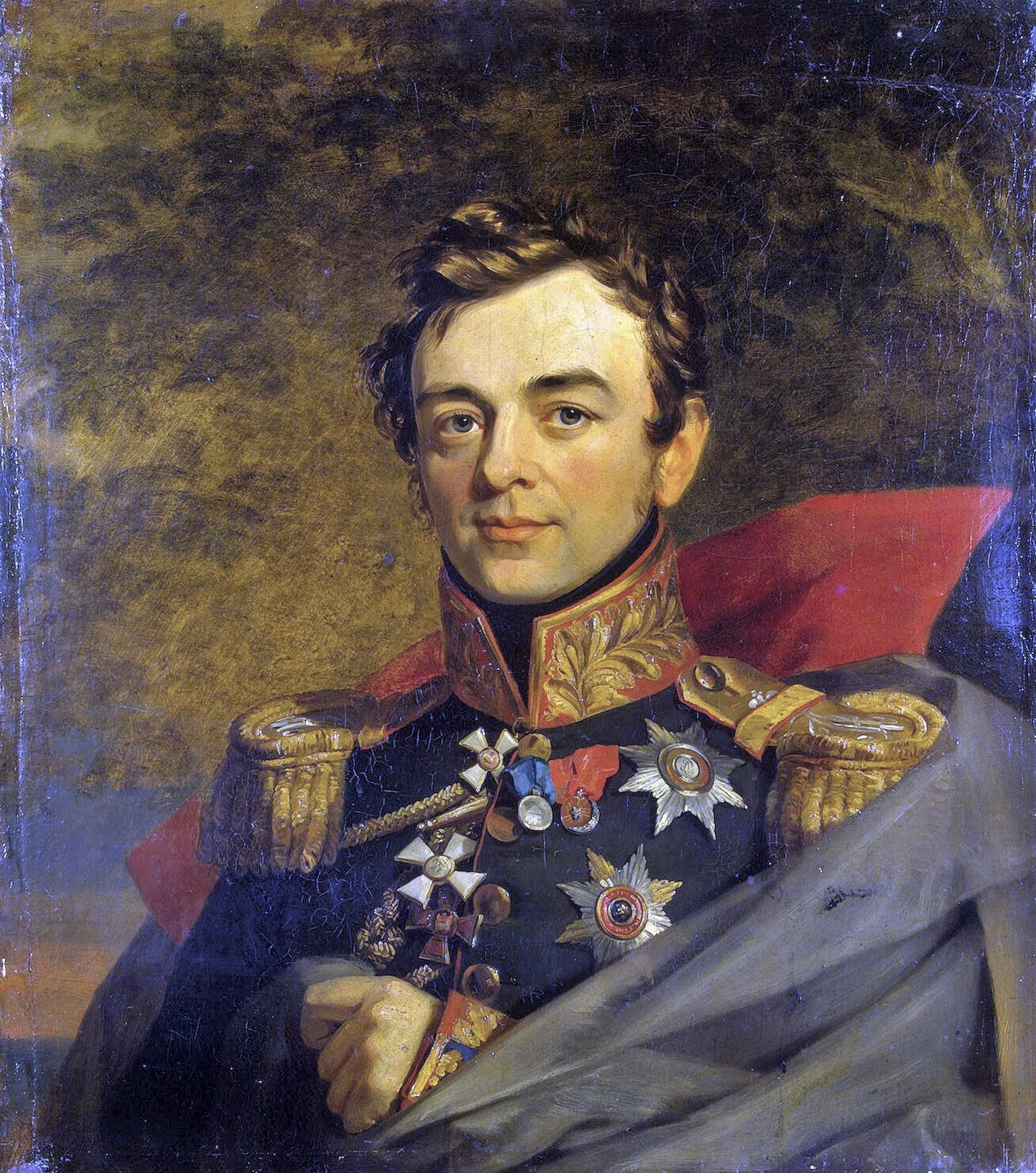
Russisch generaal Ivan Fjodorovitsj Paskevitsj
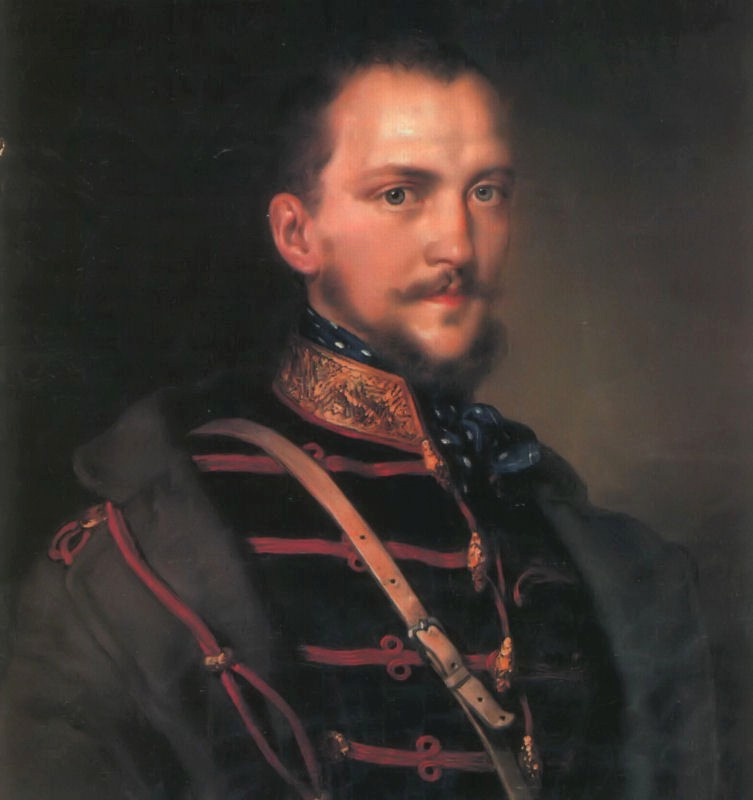
Hongaars generaal Artúr Görgei de Görgő et Toporc
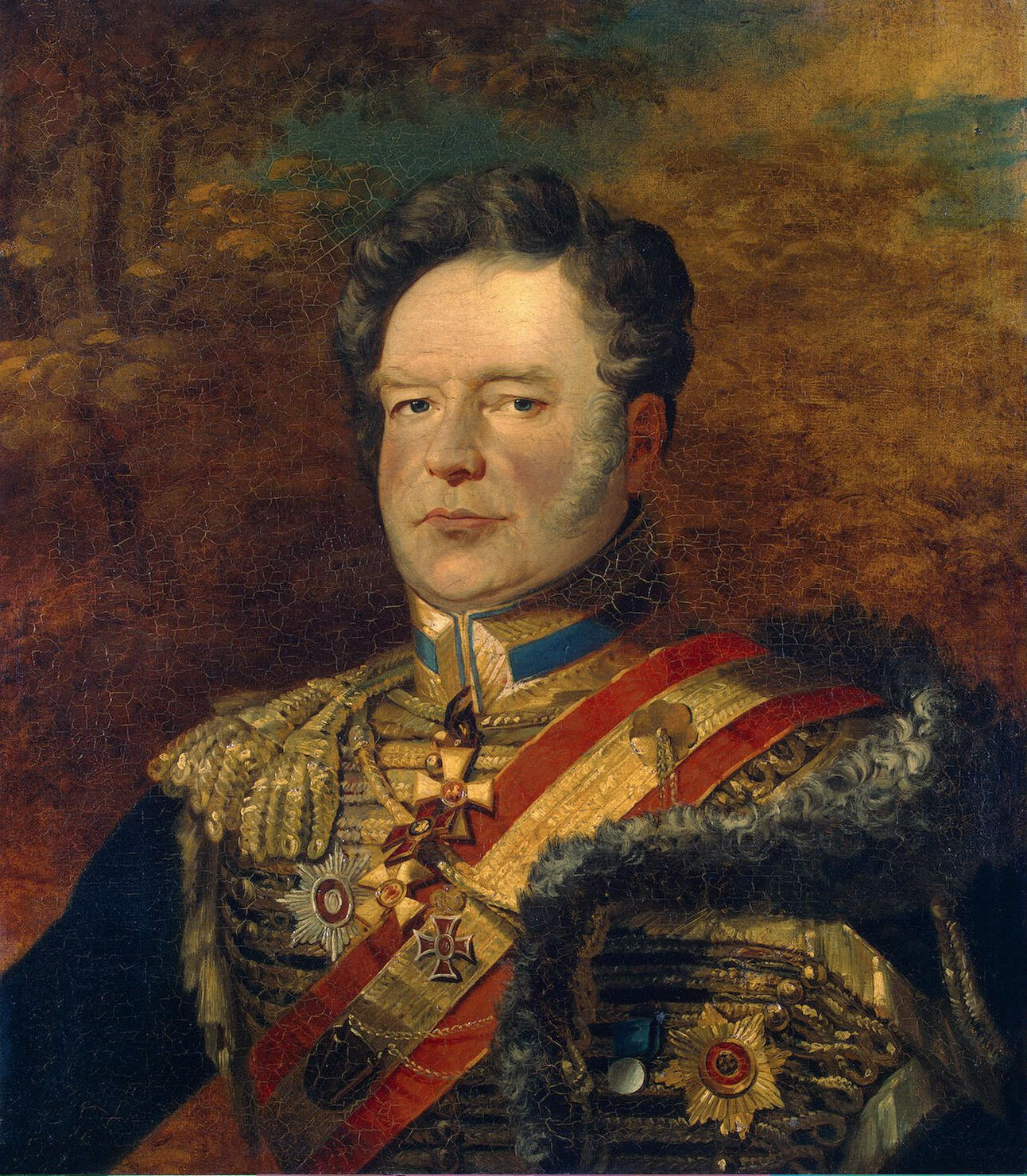
Russisch generaal Theodor von Rüdiger